# فهرست ناحیه‌های یمن
استان‌های یمن به ۳۳۳ زیربخش تقسیم می‌شوند که ناحیه (عربی: مدیریات) نامیده می‌شوند. این ناحیه‌ها نیز به ۲٬۲۱۰ عزلت یا دهستان تقسیم می‌شوند.
فهرست زیر دربرگیرندهٔ ناحیه‌های یمن بر پایهٔ استان‌های این کشور است.

## استان عدن
- البریقه
- المنصوره
- المعلا
- الشیخ عثمان
- اتاوی
- کریتر
- دار سعد
- خور مکسر

## استان عمران
- العشا
- المدان
- قفله عذر
- عمران
- السود
- السوده
- بنی صریم
- ذیبین
- ظلیمه حبور
- حرف سفیان
- حوث
- عیال سریح
- جبل عیال یزید
- خمر
- خارف
- مسور
- ریده
- شهاره
- صویر
- ثلا

## استان ابین
- احور
- المحفد
- الوضیع
- جیشان (یمن)
- خنفر
- لودر
- مودیه
- رصد
- سرار
- سباح
- زنجبار

## استان ضالع
- ضالع
- الازارق
- الحشاء
- الحصین
- الشعیب
- دمت
- جحاف
- جبن
- قعطبه

## استان بیضا
- العرش
- البیضاء
- البایدا
- الملاجم
- القریشیه
- الریاشیه
- السوادیه
- الصومعه
- الشریه
- الطفه
- الزاهر
- دی ناعم
- مسوره
- مکیراس
- نعمان
- ناطع
- ناحیه رداع
- ردمان
- صباح
- ولد ربیع

## استان حدیده
- الضحی
- الدریهمی
- الجراحی
- الحجیله
- الحالی
- الحوک
- الخوخاه
- المنصوریه
- المراوعه
- المغلاف
- المیناء
- المنیره
- القناوص
- الیوهیاه
- صلیف
- السخنه
- ناحیه التحیتا
- الزیدیه
- الزهزه
- باجل
- بیت الفقیه
- برع
- حیس
- جبل راس
- الصلیف
- زبید

## استان جوف (یمن)
- الغیل
- الحزم
- الحمیدات
- الخلق
- المصلوب
- المطمه
- المتون
- الزاهر
- برط العنان
- خب والشعف
- خراب المراشی
- رجوزه

## استان مهره
- الغیظه
- المسیله
- حات
- حوف
- حصوین
- منعر
- قشن
- سیحوت
- شحن

## استان محویت
- الخبت
- المحویت
- محویت
- الرجم
- الطویله
- بنی سعد
- حفاش
- ملحان
- ناحیه شبام کوکبان

## صنعا
- الوحده
- ناحیه السبعین
- ناحیه الصافیة
- ناحیه التحریر
- ناحیه الثورة
- ناحیه أزال
- ناحیه بنی الحارث
- ناحیه معین
- ناحیه صنعاء القدیمة
- ناحیه شعوب

## استان ذمار
- الحداء
- المنار
- ناحیه عنس
- ناحیه ضوران آنس
- ذمار
- ناحیه جبل الشرق
- ناحیه جهران
- ناحیه مغرب عنس
- ناحیه میفعة عنس
- ناحیه عتمة
- ناحیه وصاب العالی
- وصاب

## استان حضرموت
- الدیس
- الضلیعه
- العبر
- اریاف المکلا
- مکلا
- القف
- القطن
- عمد
- الریده وقصیعر
- السوم
- الشحر
- بروم میفع
- دوعن
- غیل باوزیر
- غیل بن یمین
- حجر الصعیر
- حجر
- حوره ووادی العین
- حریضه
- رخیه
- رماه
- ساه
- سیئون
- شبام
- تریم
- ثمود
- یبعث
- زمخ ومنوخ

## استان حجه
- ابس
- افلح الیمن
- افلح الشام
- الجمیمه
- المغربه
- المحابشه
- المفتاح
- الشغادره
- الشاهل
- اسلم
- بکیل المیر
- بنی‌العوام
- بنی قیس
- حجه
- حجه
- حرض
- حیران
- خیران المحرق
- کعیدنه
- کحلان عفار
- کحلان الشرف
- کشر
- مبین
- میدی
- مستبا
- نجره
- قفل شمیر
- قاره
- شرس
- وضره
- وشحه

## استان اب
- الظهار
- المخادر
- المشنه
- القفر
- العدین
- النادره
- ناحیه الرضمة
- السبره
- ناحیه السدة
- ناحیه السیانی
- ناحیه الشعر
- بعدان
- ناحیه ذی السفال
- ناحیه فرع العدین
- حزم‌العدین
- ناحیه حبیش
- ناحیه إب
- ناحیه جبلة
- ناحیه مذیخرة
- ناحیه یریم

## استان لحج
- الحوطه
- الحد
- المضاربه والعاره
- المفلحی
- المقاطره
- الملاح
- الموسیمیر
- القبیطه
- حبیل جبر
- حالمین
- ردفان
- تبن
- طور الباحه
- یافع
- بهر

## استان مأرب
- العبدیه
- الجوبه
- بدبده
- حریب
- حریب القرامش
- جبل مراد
- ماهلیه
- مجزر
- مارب
- مأرب
- مدغل الجدعان
- رغوان
- رحبه
- صرواح

## استان ریمه
- الجبین
- الجعفریه
- السلفیه
- بلادالطعام
- کسمه
- مزهر

## استان صعده
- الظاهر
- الحشوه
- الصفرا
- باقم
- غمر
- حیدان
- کتاف والبقع
- مجز
- منبه
- قطابر
- رازح
- صعده
- سحار
- ساقین
- شدا

## استان صنعا
- الحیمه الداخلیه
- الحیمه الخارجیه
- الحصن
- ارحب
- ناحیه الطیال
- ناحیه بنی ضبیان
- ناحیه بنی حشیش
- ناحیه بنی مطر
- ناحیه بلاد الروس
- ناحیه همدان
- ناحیه جحانة
- ناحیه خولان
- مناخه
- ناحیه نهم
- ناحیه صعفان
- سنحان

## استان شبوه
- عین
- الطلح
- الروضه
- عرما
- الصعید
- عتق
- بیحان
- دهر
- حبان
- حطیب
- جردان
- میفعه
- مرخه العلیا
- مرخه السفلی
- نصاب
- رضوم
- عسیلان

## استان ارخبیل سقطری
- حدیبو
- ناحیه قلنسیة وعبد الکوری

## استان تعز
- المخاء
- المعافر
- المواسط
- مسراخ
- المظفر
- القاهره
- الوازعیه
- الصلو
- الشمایتین
- التعزیه
- ذباب
- خدیر
- حیفان
- جبل حبشی
- مقبنه
- مشرعه وحدنان
- ماویه
- موزع
- صبر الموادم
- صاله
- سامع
- شرعب الرونه
- شرعب السلام